# Missulena occatoria
Missulena occatoria är en spindelart som beskrevs av Charles Athanase Walckenaer 1805. Missulena occatoria ingår i släktet Missulena, och familjen Actinopodidae. Inga underarter finns listade.